# Кучер Володимир Сергійович
Володимир Сергійович Кучер (нар. 18 січня 1998) — український футболіст, півзахисник футбольного клубу «Нива» (Вінниця).

## Життєпис
Вихованець донецького «Шахтаря». З 2012 по 2015 рік навчався в київському РВУФК. У 2015 році перейшов до аматорського на той час колективу «Нива-В». У сезоні 2016/17 років перебував у заявці молодіжної команди «Олександрії», у складі якої зіграв 1 матч (10 вересня 2016 року проти одеського «Чорноморця»). Першу частину сезону 2017/18 років провів в аматорському колективі «Світанок-Агросвіт» (Шляхова). Під час зимової перерви сезону 2017/18 років перебрався до «Ниви-В». Дебютував у футболці вінницького клубу 14 квітня 2018 року в переможному (4:1) виїзному поєдинку 22-го туру групи А Другої ліги проти хмельницького «Поділля». Володимир вийшов на поле на 89-й хвилині, замінивши Олександра Калітова, а на 90+4-й хвилині відзначився дебютним голом у професіональному футболі. У складі вінницького колективу зіграв 3 матчі в Другій лізі, в яких відзначився 1 голом. По завершенні сезону залишив команду.
Напередодні старту сезону 2018/19 років опинився в «Кристалі». У футболці херсонського клубу дебютував 29 липня 2018 року в програному (0:3) виїзному поєдинку 2-го туру групи Б Другої ліги проти кременчуцького «Кременя». Володимир вийшов на поле на 46-й хвилині, замінивши Віталія Михайленка.
28 лютого 2021 року повернувся до вінницької «Ниви».